# Lethrus tadzhikorum
Lethrus tadzhikorum är en skalbaggsart som beskrevs av Medvedev 1959. Lethrus tadzhikorum ingår i släktet Lethrus och familjen tordyvlar. Inga underarter finns listade i Catalogue of Life.